# Црква Вазнесења Господњег у Дрецељу
Црква Вазнесења Господњег је храм Српске православне цркве који се налази у селу Дрецељ, Олово, у Босни и Херцеговини.

## Опште информације
Овај храм је до 2019. године припадао Епархији зворничко-тузланској, од 2019. године припада Дабробосанској митрополији. Посвећен је Вазнесењу Господњем. Ова црква је подигнута на темељима порушене капеле, која је порушена 1996. године као и сви објекти у селу након потписивања Дејтонског мировног споразума када је село Дрецељ издвојено из Републике Српске и том приликом припало Федерацији БиХ.
Заслуге за градњу ове цркве припадају члановима Грађевинског црквеног одбора, некадашњим мјештанима овог села и то: Саши Николићу предсједнику, Марку Николићу благајнику, Горану Николићу главном извођачу радова, те Ђорђију Милићевићу и Радомиру Николићу, као и надлежном свештенику Дражену Шљокићу. Поменути су прикупљали добровољне прилоге, својим возилима довозили грађевински материјал за цркву, организовали раднике и лично радили на изградњи цркве. Донатори цркве били су Перо Дубочанин, Митар Компленвић, Митар Радовић и Самјко Мирковић.
Црква је изграђена 2012. године по пројекту архитекте Миљана Вујадиновића из Пала. Цркву су освјештали епископи Лонгин и Хризостом на Спасовдан 21. маја 2015. године.
До сада су надлежни свештеници у цркви били : Дражен Шљокић јереј од 2012-2014, Николај јеремонах од 2014. до 2015. и од 2015. године Владимир (Ђуричић) јеремонах.